# Митрополит жички Јустин
Јустин (световно Мирослав Стефановић; Чачак, 26. мај 1955) је архиепископ и митрополит жички. Бивши је епископ тимочки (1993—2014).

## Биографија
Рођен је 25. маја 1955. године у Чачку, од оца Станислава, у монаштву Нектарија, и мајке Данице, у монаштву Христине.
Основну и Хемијско-техничку школу као и Економски факултет студирао у Београду.
Свој монашки живот започиње 1980. године у манастиру Црна Река, где прима монашки постриг 1983. године од Епископа рашко-призренског Павла, потоњег Патријарха српског.
Упоредо са манастирским послушањима уписује Богословски факултет у Београду и дипломира на њему 1987. године. У Атини завршава постдипломске студије на Богословском факултету Атинског Универзитета.
Године 1991. постао је игуман манастира Црна Река.
Дана 27. маја 1992. године на редовном заседању Светог Архијерејског Сабора СПЦ изабран је за викарног Епископа хвостанског и постављен за заменика оболелом Епископу тимочком Милутину (Стојадиновићу), са свим правима и дужностима епархијског архијереја. За епископа тимочког изабран је 1993. године.
Два пута је биран за члана Светог Архијерејског Синода СПЦ. Учесник је многих домаћих и међународних богословских и научних скупова, конгреса и симпосиона. Преводи и објављује са грчког језика богословске текстове и научне радове.
Епископ Јустин је добитник награде Капетан Миша Анастасијевић за 2005. годину. Такође је и носилац Златног крста Апостола Павла 1. реда који му је додељен од стране Грчке православне цркве.
За свој дугогодишњи рад као епархијског архијереја добио је многа црквена и друштвена признања међу којима и звање почасног грађанина града Зајечара, додељено 2006. године.
24. мај 2014. године на редовном заседању Светог Архијерејског Сабора СПЦ изабран је за епископа жичког. Устоличен је 3. августа 2014. године.
Докторирао је 23. новембра 2017. године на Православном богословском факултету Свети Василије Острошки у Фочи. Наслов докторске дисертације је био „Могућност примене покајне праксе ране Цркве у савременом добу”.